# 國際清算銀行

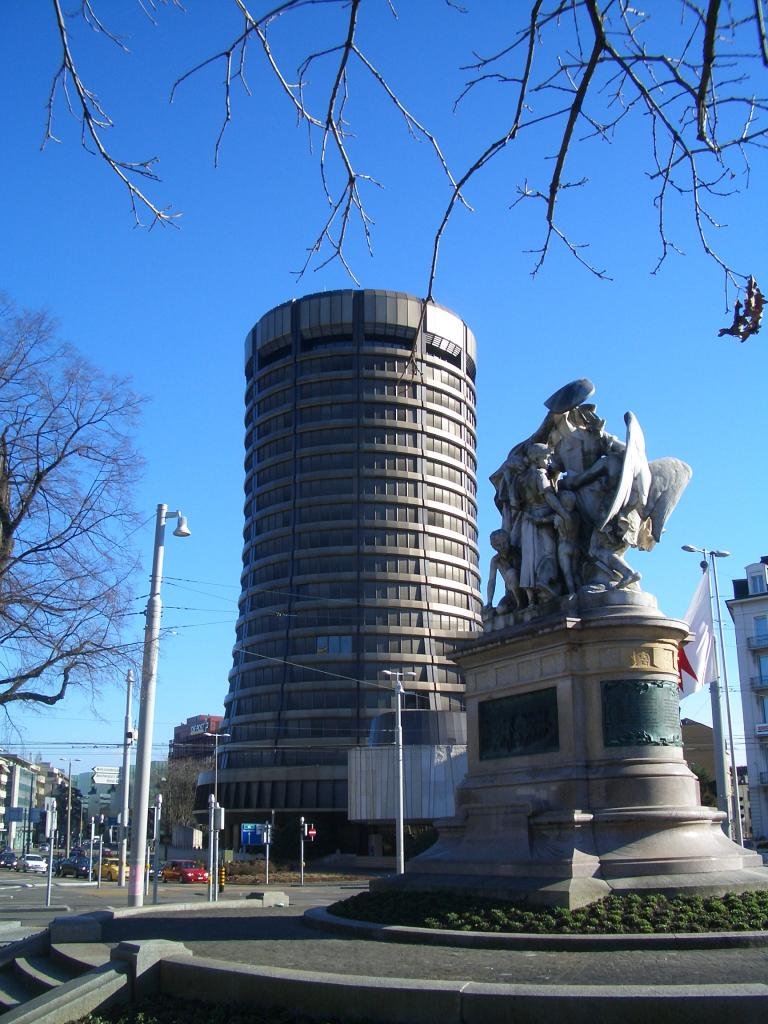
國際清算銀行總部

國際清算銀行（英語：Bank for International Settlements，縮寫为BIS）是致力于国际货币政策和财政政策合作的国际组织，成立於1930年5月17日，是世界最早的国际金融组织。目前由60個國家地區的中央银行或金融管理當局组成，总部位于瑞士巴塞尔，另有两个办事处位于香港及墨西哥城。

## 历史
国际清算银行是第一次世界大战结束后，為了處理德国战争賠款问题，基于杨格计划而成立於 1930 年，主要發起人為英格蘭銀行總裁蒙塔古諾曼 (Montagu Norman) 與德國國家銀行總裁沙赫特。
二次世界大戰期間，由於德國國家銀行總裁也是國際清算銀行的董事，國際清算銀行成為納粹德國最重要的對外貿易夥伴之一，用以執行黃金與外匯交易。
同時也是德國的監聽站，用以監聽敵國財金交易的情報。國際清算銀行靠著德國國家銀行收來的利息運作，後來佔到其收入的 82% 份額。
随后，处理战争赔款的作用逐渐淡化，转向推动国际财政货币政策的合作。
2022年6月25日，中国人民银行与国际清算银行签署了参加人民币流动性安排的协议，其他首批参加方还有印度尼西亚银行、马来西亚国家银行、香港金融管理局、新加坡金融管理局和智利中央银行。

## 组织结构
國際清算銀行的主要决策机构是成員中央銀行所組成的股東大會，下轄若干業務單位、附設機構與主辦機構。
| - 成員中央銀行股東大會 - 董事會 - 董事長 - 總經理 - 副總經理 - 秘書處 - 交流處 - 企業安全處 - 企業設施管理處 - 人事處 - 秘書處 - 信息管理處 - 會議服務處 - 銀行業務部 - 財務處 - 資產管理處 - 銀行業務處 - 金融分析處 - 貨幣經濟部 - 政策分析處 - 研究與統計處 - 法律部 - 董事會秘書處 - 審計委員會 - 內審部 - 風險管理部 - 合規與操作風險處（有關合規事宜直接向審計委員會匯報） - 財務部 - 銀行業務與風險管理委員會 - 行政管理委員會 - 人員任用委員會 | 附設機構 - 巴塞爾銀行監理委員會 - 全球金融體系委員會 - 支付和市場基礎設施委員會 - 市場委員會 - 中央銀行治理小組 - 歐文·費舍中央銀行統計委員會 - 金融穩定學院（由國際清算銀行與巴塞爾銀行監管委員會共同成立） 主辦機構（獨立經營，不向國際清算銀行成員負責） - 金融穩定委員會 - 國際存款保險機構協會 - 國際保險監督官協會 駐外機構 - 美洲代表處 - 亞太代表處 |

### 成員

國際清算銀行成員分布圖

目前國際清算銀行的成員中央銀行，包括60個中央銀行或金融管理當局：
阿尔及利亚、阿根廷、澳大利亚、奥地利、比利时、波斯尼亚和黑塞哥维那、巴西、保加利亚、加拿大、智利、中华人民共和国、哥伦比亚、克罗地亚、捷克、丹麦、爱沙尼亚、欧元区（欧洲中央银行）、芬兰、法国、德国、希腊、香港、匈牙利、冰岛、印度、印度尼西亚、爱尔兰、以色列、意大利、日本、韩国、拉脱维亚、立陶宛、卢森堡、马其顿、马来西亚、墨西哥、荷兰、新西兰、挪威、秘鲁、菲律宾、波兰、葡萄牙、罗马尼亚、俄罗斯、沙特阿拉伯、塞尔维亚、新加坡、斯洛伐克、斯洛文尼亚、南非、西班牙、瑞典、瑞士、泰国、土耳其、阿拉伯联合酋长国、英国、美国。
國際清算銀行的股份，最初由成員中央銀行與私人共同持有，惟私人持股者無法行使股東大會的投票權及代表權；今日其股份已全數由成員中央銀行持有，但仍然允許在股票市場上流通。
成員中央銀行股東大會於每年財政年度結束（3月31日）後的4個月內舉行，决定红利和利息分配、批准年度和财务报告、调整給予理事会成员的薪金、外聘审计师等。

### 董事会
董事会每年至少开六次会议，制定BIS的战略发展、进行日常管理和其他银行章程批准的权力。

#### 2005年6月的董事会人员构成
- 董事会总裁：Nout H E M Wellink，来自阿姆斯特丹（3年一选）
- 董事会副总裁：Hans Tietmeyer，来自法兰克福（3年一选）
- 其他董事：Vincenzo Desario（罗马）David Dodge（渥太华）Antonio Fazio（罗马）Toshihiko Fukui（东京）Timothy F Geithner（纽约）Lord George（伦敦）Alan Greenspan（华盛顿）Hervé Hannoun（巴黎）Lars Heikensten（斯德哥尔摩）Mervyn King（伦敦）Christian Noyer（巴黎）Guy Quaden（布鲁塞尔）Jean-Pierre Roth（苏黎世）Alfons Vicomte Verplaetse（布鲁塞尔）Axel Weber（法兰克福）
- 轮换人员：Bruno Bianchi或者Giovanni Carosio（罗马）Roger W Ferguson或者Karen H Johnson（华盛顿）Peter Praet或者Jan Smets（布鲁塞尔）Jürgen Stark或者Stefan Schönberg（法兰克福）Marc-Olivier Strauss-Kahn或者Michel Cardona（巴黎）Paul Tucker或者Paul Fisher（伦敦）

#### 2023年董事會組成
Andrew Bailey (英格蘭銀行)、Roberto Campos Neto (巴西中央銀行)、
Shaktikanta Das (印度儲備銀行)、Thomas Jordan (瑞士國家銀行)、Klaas Knot (荷蘭銀行)、Christine Lagarde (歐洲央行)、Tiff Macklem (加拿大銀行)、Joachim Nagel (德意志銀行)、Jerome H. Powell (美國聯邦儲備銀行)、Rhee Chang-yong (韓國銀行)、Victoria Rodríguez Ceja [es] (墨西哥銀行)、Erik Thedéen (瑞典中央銀行)、Kazuo Ueda (日本銀行)、François Villeroy de Galhau (法蘭西銀行), Chairman
Ignazio Visco (義大利銀行)、John C. Williams (紐約聯邦儲備銀行)、
Pierre Wunsch [nl] (比利時國家銀行)、易綱 (中國人民銀行)。

## 作用
- 推进国际货币政策的对话和实施
- 经济和货币政策研究中心
- 中央银行支付体系
- 执行国际金融业务的保管